# X3: Terran Conflict
 (mars 2017).
Si vous disposez d'ouvrages ou d'articles de référence ou si vous connaissez des sites web de qualité traitant du thème abordé ici, merci de compléter l'article en donnant les références utiles à sa vérifiabilité et en les liant à la section « Notes et références ».
Pour les articles homonymes, voir X3.
X3: Terran Conflict (stylisé X³: Terran Conflict)  est un jeu vidéo de commerce, de gestion et de combat spatial développé par Egosoft et sorti en 2008 sur Windows. Il a été édité par Deep Silver, Enlight et Valve Corporation. C'est la suite de X: Beyond the Frontier (1999), de X2: The Threat (2003) et de X3: Reunion dont il reprend le principe, et améliore le graphisme et la jouabilité, tout en apportant des nouveautés.

## Système de jeu

### Généralités
Le joueur est quasiment libre dans l'espace dès le début de la partie ; il peut voyager de secteurs en secteurs, faire du commerce (le jeu comprend un simulateur économique dynamique), devenir producteur en faisant construire des stations spatiales (allant de la simple usine de production de nourriture à l'usine d'armement lourd en passant par les stations commerciales ou de transformation de matière première), mercenaire et remplir des contrats de chasseur de primes ou même devenir un pirate volant les cargaisons en transit et le revendant dans des stations illégales. Chaque action que vous faites influence l'univers : commercer toujours le même produit fait baisser son prix de vente dans le secteur, agresser les membres d'une race a des effets négatifs sur vos relations diplomatiques avec eux allant jusqu'à l'antipathie pure et simple.
La prise en main se fait comme pour un simulateur : le joueur est mis dès le début au poste de pilotage d'un petit chasseur qu'il peut piloter dans l'espace. Malgré l'absence d'aide significative et une interface relativement austère pour le non initié, X3 se laisse prendre en main au bout de quelques heures et grâce à un manuel utile (on peut de plus pour certaines commandes avancées se reporter à la démo de X²:The Threat qui proposait un tutorial assez bien fait concernant le pilotage et la gestion des usines qui n'a pas trop changé). Passé cette étape, le joueur peut sortir en combinaison spatiale, par exemple pour rentrer dans un autre vaisseau laissé à l'abandon, naviguer entre les stations (pour livrer des ressources, conduire quelqu'un à une autre station, commercer...) ou s'improviser défenseur occasionnel d'un secteur contre les pirates (vous pourrez même peut-être récupérer la marchandise, légale ou non, du vaisseau abattu si cette dernière a survécu à l'explosion). Par le biais de menus et de nombreux raccourcis clavier, après l'installation des logiciels adaptés, il peut mettre son vaisseau en pilote automatique, piloter d'autres vaisseaux ou stations spatiales à distance, gérer leurs stocks, communiquer avec les stations spatiales et les vaisseaux amicaux aux alentours, faire commercer ses propres vaisseaux / stations, organiser des patrouilles, etc., et effectuer d'autres actions automatisées (dont le déclenchement est géré par le joueur) spécifiques.

### Modes de jeu
X3 propose, au moment de la création d'une nouvelle partie, le choix entre plusieurs scénarios de base, avec ou sans la trame originale, et les échelons de difficulté qui vont avec.
Les démarrages de parties sont souvent longs et parfois difficiles, mais celui-ci ne prend sa véritable dimension qu'au bout de plusieurs (dizaines) d'heures de jeu. Lorsque les choix, très limités du début, laissent la place à une quasi-infinité de possibilités face à la taille et la complexité de l'univers X, on se rend vraiment compte à quel point ce jeu est complet et se démarque de la plupart de ses concurrents.

### Combat
Dans X3, le combat peut-être une option très lucrative. Mais au fur et à mesure que les rangs de combats augmentent, les vaisseaux rencontrés et les missions proposées deviennent de plus en plus dures. Des flottes entières peuvent être gérées aisément par le joueur et les classes des vaisseaux vont du simple vaisseau de reconnaissance de quelques mètres à l'énorme porte-nefs de plusieurs kilomètres de long. Tous sont bien sûr pilotables et gérables par le joueur.

### Économie
L'économie d'X3 est basée sur le principe de l'offre et de la demande : plus une marchandise est demandée dans une station donnée, plus celle-ci est chère. Si une marchandise est sans cesse chargée dans les cargos de l'IA, les usines qui la produisent vont augmenter leurs prix. Si au contraire, celle-ci est très peu demandée, elle s'accumule et les prix baissent.
Le schéma de production de base est assez simple à comprendre ; il y a 4 niveaux de production qui permettent de fabriquer toutes les ressources.
- Les photopiles (l'énergie) qui sont la base de toute production et utilisées à tous les niveaux
- Les Ressources Primaires (base de chaîne alimentaire dépendant des races, extraction de minéraux)
- Les Ressources Secondaires (nourritures complexes, éléments transformés) qui vont permettre de fabriquer les Ressources Finales
- Les Ressources Finales (Lasers, Boucliers, Missiles, ...) qui sont destinées à être vendues.

Il est à noter qu'au niveau des ressources finales, on peut fabriquer des cristaux qui alimentent les centrales à énergie solaire et permettent de boucler le cycle.
Maîtriser la production de ressources très avancées comme les lasers utilisés sur les vaisseaux de combat ou les boucliers est un défi en soi. Les mécanismes très simples de l'économie de l'univers X engendrent parfois une complexité dans la création et la gestion de ceux-ci au fur et à mesure que la taille des complexes d'usines croît.

## Scripts et mods
X3 : Terran Conflict autorise la création de scripts et de mods par les fans de la communauté, permettant de modifier sensiblement le gameplay, le comportement de l'IA, le contenu, et en ajouter (nouveaux vaisseaux par exemple). La plupart des scripts ou mods peuvent être trouvés via le forum officiel.

## Accueil
- Jeuxvideo.com : 15/20[2]
- Gamekult : 7/10[3]